# Aeronàutica Militar Espanyola
La Aeronàutica Militar Espanyola va ser l'arma aèria de l'Exèrcit de Terra des de 1913 fins al començament de la Guerra Civil Espanyola, quan la seva estructura es va veure fracturada entre els dos bàndols de la guerra civil. L'Aeronàutica militar és considerada la precursora de l'actual Exèrcit de l'Aire i de l'Espai.

## Història

### Orígens
El 2 d'abril de 1910 es fa esment per primera vegada a l'aviació militar a Espanya per mitjà d'una Reial Ordre que decreta l'estudi, pels Serveis d'Aerostació, Aeronàutica i Aviació del tipus d'aeroplà més convenient per a l'exèrcit, així com la creació del laboratori d'aerodinàmica.
Es considera que el "naixement" de l'aviació militar a Espanya esdevé en febrer de 1911 quan van arribar els primers avions "Henry Farman" a l'aeròdrom de Cuatro Vientos (Madrid), i comença el primer curs de vol per a militars. Més tard, quan l'aviació militar compte ja amb alguns pilots i mitjans, per Reial decret del 28 de febrer de 1913 es va crear el Servei d'Aeronàutica Militar, dividit en la branca d'Aerostació i la d'Aviació.
Aquest servei, que està a les ordres del Coronel Pere Vives Vich i que depèn únicament del Ministeri de la Guerra, encara estava vinculat a la Secció d'Enginyers de l'Exèrcit de Terra. Dos mesos després, el 16 d'abril s'aprova l'emblema de l'actual Exèrcit de l'Aire.
Entre 1916 i 1917 rep la seva primera comanda d'avions construïts a Espanya. Aquesta va ser una sèrie de biplanos monomotor fabricats en Santander per la Sociedad Española de Construcciones Aeronáuticas y Similares.
El 13 de setembre de 1917 era creada l'Aviació Naval com un servei aeri dependent de l'Armada Espanyola, que en 1920 es reanomenà com Aeronàutica Naval.
Per Reial Decret publicat en la Gaseta de Madrid el 18 de març de 1920 es va disposar la creació de les primeres quatre bases aèries: l'actual Base Aèria de Getafe i Base Aèria de Saragossa, l'aeròdrom de Tablada i l'actual Aeròdrom Militar de Lleó.

### Guerra d'Àfrica
El 17 de novembre de 1913 l'esquadrilla expedicionària espanyola que intervé en la Guerra del Marroc va actuar per primera vegada al món com una unitat militar d'aviació organitzada en conflicte real i va efectuar el primer bombardeig organitzat en tota la història bèl·lica. En aquesta primera ocasió va ser usat en aquesta missió un aparell Lohner B-1 Pfeilflieger. Durant els següents anys l'aviació militar durà a terme més operacions militars, encara que després de l'inici de la Primera Guerra Mundial aquestes se suspendran i no es reiniciaran fins a començaments dels anys 20.
El 3 de novembre de 1922 l'Aviació Militar Espanyola rep la Medalla Militar col·lectiva per "el seu treball eficientíssim i acció sobre l'enemic i de cooperació amb altres forces en quantes operacions es van efectuar des del 29 de juny de 1921". Des del denominat desastre d'Annual, l'aviació i l'exèrcit espanyols comencen a tenir una major intervenció en els combats del Marroc. Els francesos arribaran a intervenir en el conflicte i envien equip militar a les forces espanyoles, inclosos nous avions. En 1925 l'Aviació militar va tenir una destacada actuació donant suport al desembarcament d'Alhucemas, acció que acabaria decidint el conflicte del Marroc a favor de les forces espanyoles.

### Segona República

Emblema de l'Aeronáutica militar en època republicana (1934-1936).

Ales de pilot durant el període republicà (1934-1936).

En 1931 es va produir la proclamació de la Segona República Espanyola i el nou govern provisional va nomenar al Comandant Ramón Franco, llavors un decidit republicà i heroi del Plus Ultra, com a nou cap de l'Aeronàutica militar. Les reformes militars de Manuel Azaña incloïen una important reforma i modernització de l'Aviació militar, però degut la falta de pressupost aquests plans van quedar en no res.
En 1933, sota iniciativa del capità Warlela, es va instaurar a Espanya el sistema d'aixecaments cadastrals sistemàtics dut a terme mitjançant els mètodes moderns de fotografia aèria. A l'any següent l'enginyer Juan de la Cierva va aconseguir aterrar en el portahidroavions Dédalo amb el seu autogir C-30P. També aquest any el comandant Eduardo Sáenz de Buruaga es va convertir en el nou comandant en cap de l'aviació militar, coincidint a més amb una important reestructuració interna de l'Aeronàutica. Com a Director General d'Aeronàutica, Warleta de la Quintana va presentar un pla per modernitzar l'equipament de l'Aeronàutica Militar, i fabricar a Espanya sota llicència els caces Hawker Fury i bombarders Martin B-10. El pla va ser finalment aprovat, però el començament de la posterior guerra civil donaria al trast amb aquests plans. Warleta també va presentar un projecte de Llei per a la unificació dels diferents serveis aeris militars en una Força aèria unificada, però el projecte no va arribar a prosperar. D'acord amb el decret governamental del 2 d'octubre de 1935, es va reorganitzar la Direcció general d'Aeronàutica com un organisme que es responsabilitzaria de tots els aspectes tècnics, administratius i de formació tant de l'aeronàutica militar com de la civil. La nova Direcció general va quedar sota control del Ministeri de la Guerra, encara que posteriorment va quedar sota jurisdicció de la Presidència del govern. Aquest any el general Manuel Goded Llopis va ser nomenat nou cap d'Aeronàutica.
En 1936, després de la victòria electoral del Front Popular en les Eleccions de febrer, el general Miguel Núñez de Prado va ser nomenat Director General d'Aeronàutica. També es va emprendre una reforma orgànica, que va comprendre la substitució de l'anterior divisió administrativa d'Esquadres per la nova de Regions aèries.
El juliol del 1936 l'Aviació militar disposava 53 caces (50 Nieuport-Delage NiD 52 i 3 Hawker Spanish Fury), uns 100 avions de reconeixement Breguet XIX i aproximadament 30 aparells integrats en esquadrilles soltes, entre ells 6 Fokker F.VII, 6 Dornier Do J Wall, 4 de Havilland DH.82 Tiger Moth i 1 Junkers K 30. La veritat és que molts d'aquests aparells en aquell moment es trobaven en reparació, desarmats o molt desgastats per seguir sent usats. Per llavors existien projectes de modernització de l'equipament aeri: Els 3 "Spanish Fury" estaven destinats a servir com a base per a la seva posterior construcció en sèrie en la factoria Hispano-Suiza de Guadalajara com a substitució dels obsolets NiD 52, però el projecte va quedar paralitzat amb l'inici de la guerra civil.

### Guerra Civil espanyola
Després de produir-se el Cop d'estat de juliol de 1936 i començar la Guerra Civil Espanyola, l'antiga Aeronàutica Militar va quedar dividida en dues. Uns 200 aparells militars i civils, junt 150 pilots de combat, es van mantenir lleials al govern, mentre que els rebels van prendre el control de 90 avions de tota classe i 90 pilots militars es van unir a la rebel·lió. Quan el Cop va fracassar i es va fer evident que anava a ser una contesa llarga, tots dos bàndols ràpidament van recórrer a la compra d'equip militar estranger i van començar a reorganitzar les seves aviacions. Mentre que els republicans van organitzar les Forces Aèries de la República Espanyola (FARE) sota la direcció d'Ignacio Hidalgo de Cisneros, els revoltats van organitzar l'autodenominada Aviació "nacional" a iniciativa del Alfredo Kindelán y Duany.
Tot això i la creació de l'Exèrcit de l'Aire en finalitzar la contesa van suposar la total desaparició de l'Aeronàutica Militar.

## Organització

### Bases i aeròdroms
- Base Aèria de Getafe (Madrid): Tallers de construcció i reparacions
- Base aèria de Barcelona: Tallers de construcció i reparacions
- Base Aèria de Saragossa
- Base Aèria de Tablada (Sevilla): Tallers de construcció i reparacions
- Aeròdrom Militar de Lleó
- Aeròdrom de Cuatro Vientos (Madrid): Escola d'Observadors i Escola de Mecànics
- Base d'Alcalá de Henares (Madrid): Escola de Vol i Combat
- Base de Los Alcázares (Múrcia): Escola de Tir i Bombardeig

### Organització de l'Aeronàutica militar (1933-1936)
En el període immediatament anterior a la Guerra Civil, aquesta era la disposició de les unitats aèries:

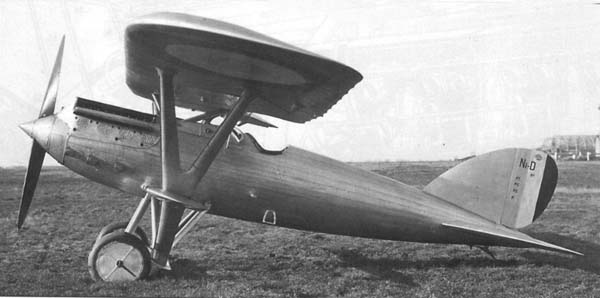
Nieuport-Delage NiD 52, principal avió que componia les esquadrilles de caça en 1936.

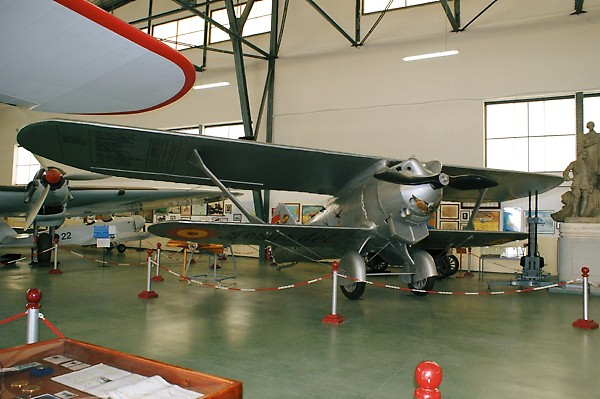
Breguet-CASA Br.19A2, principal avió que componia les escuadrilles de reconeixement en 1936.

- 1a. Esquadra: Caserna general a Getafe.
  - Grup n. 11 de Caça (Getafe)
  - Grup n. 21 de Reconeixement (León)
  - Grup n. 31 de Reconeixement (Getafe)
  - Unitat Trimotor (Getafe)
- 2a. Esquadra: Caserna general Tablada.
  - Grup n. 12 de Caça (Granada)
  - Grup n. 22 de Reconeixement (Tablada)
- 3a. Esquadra: Caserna general a Barcelona.
  - Grup n. 13 de Caça (Barcelona)
  - Grup n. 23 de Reconeixement (Logronyo)
- Forces Aèries d'Àfrica: Caserna general a Tetuán.
  - Grup n. 1 de Reconeixement (Tetuán)
  - Esquadrilla d'hidroavions (El Atalayón)
  - Esquadrilla del Sàhara (Tarfaya)
- Serveis d'Instrucció
  - Esquadra I-1 (Cuatro Vientos)
  - Esquadra I-2 (Los Alcazares)